# Sjusovare
För andra betydelser, se Sjusovare (olika betydelser).
Sjusovare (Glis glis) är enda arten i släktet Glis som ingår i familjen sovmöss.

## Utseende
Sjusovaren är 13–19 cm lång och har en yvig svans av 11–15 cm längd. Vikten varierar mellan 70 och 180 g och före vinterdvalan kan den väga 300 g. Sjusovaren är ljusgrå till gråbrun på ovansidan och vitaktig på undersidan med gulaktiga fläckar. Kring ögat har den en tydlig, svart ring. Med sin yviga svans påminner arten om en ekorre. Den har grova trampdynor för att klättra. Antalet spenar hos honor är 10 eller 12.

## Utbredning
Arten förekommer från centrala till södra Europa och österut till norra Iran. Den saknas i det allra västligaste Europa. Arten inplanterades 1902 i England av den brittiske zoologen Walter Rothschild. Den har i södra England blivit ett besvärligt skadedjur, vilket förvärras av att den är fridlyst.[källa behövs]

## Ekologi
Sjusovaren är nattaktiv och lever främst i lövskog, men också i blandskog och trädgårdar. Den är högljudd, med olika brummande, morrande och visslade läten. Under parningstiden har den ett genomträngande, upprepat pipande. Sjusovaren kan bli upp till 4–5 år gammal. Exemplar i fångenskap levde 8 år. Den ligger i dvala från september eller november till maj eller juni. Arten gömmer sig i trädens håligheter och i bergssprickor som fodras med gräs eller andra torra växtdelar.

### Föda
Sjusovaren lever främst på frön, bark, blommor, frukt, nötter och svamp. Beträffande den animaliska delen av födan går åsikterna isär. Vissa källor hävdar att den lokalt skall hota småfågelbestånd. Andra, bland annat Curry-Lindahl nedtonar betydelsen av sjusovarens predation och menar att den endast undantagsvis tar fågelägg och -ungar samt insekter. Ytterligare andra betraktar djuret som ren växtätare.

### Fortplantning
Sjusovarens parningstid sträcker sig från maj till augusti. Honan föder efter omkring 30 dagars dräktighet 1-11 (vanligen 4-6) ungar. Nyfödda ungar är blinda och nakna. Dessa diar i omkring en månad. I naturen kan arten leva fyra år  och det äldsta exemplaret i fångenskap levde 8 år och 8 månader.

## Sjusovaren och människan
Arten har fått sitt namn efter martyrlegenden om de sju sovarna. Under romartiden var arten en populär födokälla som gärna göddes i fångenskap. I några regioner på Balkanhalvön jagas arten fortfarande för köttets skull. Den betraktas i jordbruksområden som skadedjur när den hämtar grödor och grönsaker. Arten är i lämpliga habitat talrik. IUCN listar sjusovaren som livskraftig (LC).